# Marcelino Sanz de Sautuola
Marcelino Sanz de Sautuola (Santander, 2 giugno 1831 – Santander, 2 giugno 1888) è stato un giurista e archeologo spagnolo.
Possedeva il terreno dove fu scoperta la grotta di Altamira, che esplorò egli stesso individuando e descrivendo per primo le celebri pitture rupestri risalenti al periodo Paleolitico in essa contenute.

## La grotta di Altamira
La grotta di Altamira, celebre per le pitture preistoriche che conserva, era ben nota alla popolazione locale, ma non le era mai stata tributata molta attenzione fino al 1868, quando fu "scoperta" dal cacciatore Modesto Cubillas Pérez, il cui cane si era in essa addentrato.
Sautuola iniziò ad esplorare le caverne nel 1875, tuttavia non si accorse della presenza delle pitture fino al 1879, quando sua figlia María, che all'epoca aveva nove anni, notò incidentalmente che il soffitto era interamente ricoperto da immagini di bisonti. Sautuola, al corrente di simili immagini incise su oggetti paleolitici in mostra all'Esposizione Universale di Parigi l'anno precedente, intuì correttamente che anche quelle pitture potevano datare all'Età della Pietra. Pertanto assunse un archeologo dell'Università di Madrid per farsi aiutare nel lavoro di esplorazione.

### Pubblicazioni
Nel 1880 Sautuola pubblicò i risultati delle sue ricerche in un documento intitolato Breves apuntes sobre algunos objetos prehistóricos de la provincia de Santander. Il testo, pur essendo stato accolto generalmente con interesse, non riuscì a convincere la comunità scientifica, che restò scettica in merito alla presunta antichità delle pitture. Gli specialisti francesi, guidati da Gabriel de Mortillet, furono irremovibili nel rifiutare le ipotesi di Sautuola, le cui scoperte  vennero addirittura ridicolizzate nel Congresso Preistorico di Lisbona del 1880. L'elevata qualità artistica e l'ottimo stato di conservazione delle pitture costarono addirittura a Sautuola l'accusa di falsificazione.

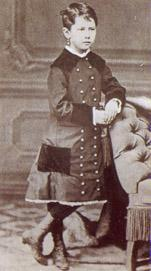
María de Sautuola, figlia di Marcelino, la prima persona a notare la presenza di pitture nella grotta di Altamira

Fu solo nel 1902, in seguito alla scoperta di diverse altre pitture preistoriche che resero inevitabile accettare l'ipotesi di autenticità anche per i ritrovamenti di Altamira, che la comunità scientifica ritrattò la sua posizione nei confronti dello spagnolo. Quell'anno infatti, l'eminente archeologo francese Émile Cartailhac, fino a quel momento tra i principali critici e oppositori, ammise candidamente il suo errore e si scusò nel celebre articolo, "Mea culpa d'un sceptique", pubblicato nella rivista L'Anthropologie. In seguito, un altro archeologo francese, Joseph Déchelette, definì Altamira "la Cappella Sistina della preistoria".

## Lascito
Sautuola non visse abbastanza a lungo per vedere confermate le sue teorie e ristabilito il suo onore, minato dall'accusa di falsificazione. Le moderne tecniche di datazione hanno confermato che le pitture della grotta di Altamira furono create in un periodo che si estende dagli 11 000 ai 19 000 anni fa.

## Filmografia
La storia di Marcelino Sanz de Sautuola è immortalata nel film "Altamira" (2016), con protagonista Antonio Banderas.